# Grecia ai Giochi della XXV Olimpiade
La Grecia partecipò ai Giochi della XXV Olimpiade, svoltisi a Barcellona, Spagna, dal 25 luglio al 9 agosto 1992, con una delegazione di 70 atleti impegnati in diciassette discipline.

## Risultati

### Pallanuoto
| Atleta | Classifica |                   |
| --- | --- | ----------------- |
| V · D · M Nazionale maschile greca di pallanuoto · Giochi olimpici - Barcellona 1992 1 Patras · 2 Kaiafas · 3 Samartzidīs · 4 Loudīs · 5 Giannopoulos · 6 Papanastasiou · 7 Venetopoulos · 8 Seletopoulos · 9 Bitsakos · 10 Pateros · 11 Maurōtas · 12 Lorantos · 13 Voltyrakīs · CT : Ante Nakić | 10° |                   |
| Nazionale maschile greca di pallanuoto · Giochi olimpici - Barcellona 1992 | |                   |
| 1 Patras · 2 Kaiafas · 3 Samartzidīs · 4 Loudīs · 5 Giannopoulos · 6 Papanastasiou · 7 Venetopoulos · 8 Seletopoulos · 9 Bitsakos · 10 Pateros · 11 Maurōtas · 12 Lorantos · 13 Voltyrakīs · CT: Ante Nakić                                                                                       | 1 Patras · 2 Kaiafas · 3 Samartzidīs · 4 Loudīs · 5 Giannopoulos · 6 Papanastasiou · 7 Venetopoulos · 8 Seletopoulos · 9 Bitsakos · 10 Pateros · 11 Maurōtas · 12 Lorantos · 13 Voltyrakīs · CT: Ante Nakić | Grecia (bandiera) |